# 大相撲令和2年1月場所
大相撲令和2年1月場所（おおずもうれいわにねんいちがつばしょ）は、2020年（令和2年）1月12日から1月26日までの15日間、東京都墨田区の国技館で開催された大相撲本場所である。

## 番付概要
2019年12月24日に番付が発表された。横綱・白鵬が4場所ぶりに東の横綱に就いた一方、髙安が大関から関脇に陥落。3場所連続で大関陥落は昭和以降初。
朝乃山は新関脇。大栄翔は新小結。霧馬山は新入幕となり、陸奥部屋からの新入幕は平成20年夏場所の白馬以来。再入幕は東龍、勢、栃煌山、魁聖、德勝龍の５人。
美ノ海、千代鳳、朝玉勢、魁、照ノ富士は再十両。今場所新十両は不在。
今回の幕内番付は、2横綱・2大関・2関脇・2小結という三役以上が東西に一名ずつ位置するという左右対称の形となった。このような形の番付となったのは平成4年1月場所以来28年ぶりであり、それ以前でも大正10年5月、大正12年5月、昭和15年1月、昭和50年3月～7月、昭和51年3月場所のみと前例が極めて少ない。また、幕内の定員が42人になってから平幕が34人なのは史上初。

## 優勝争い

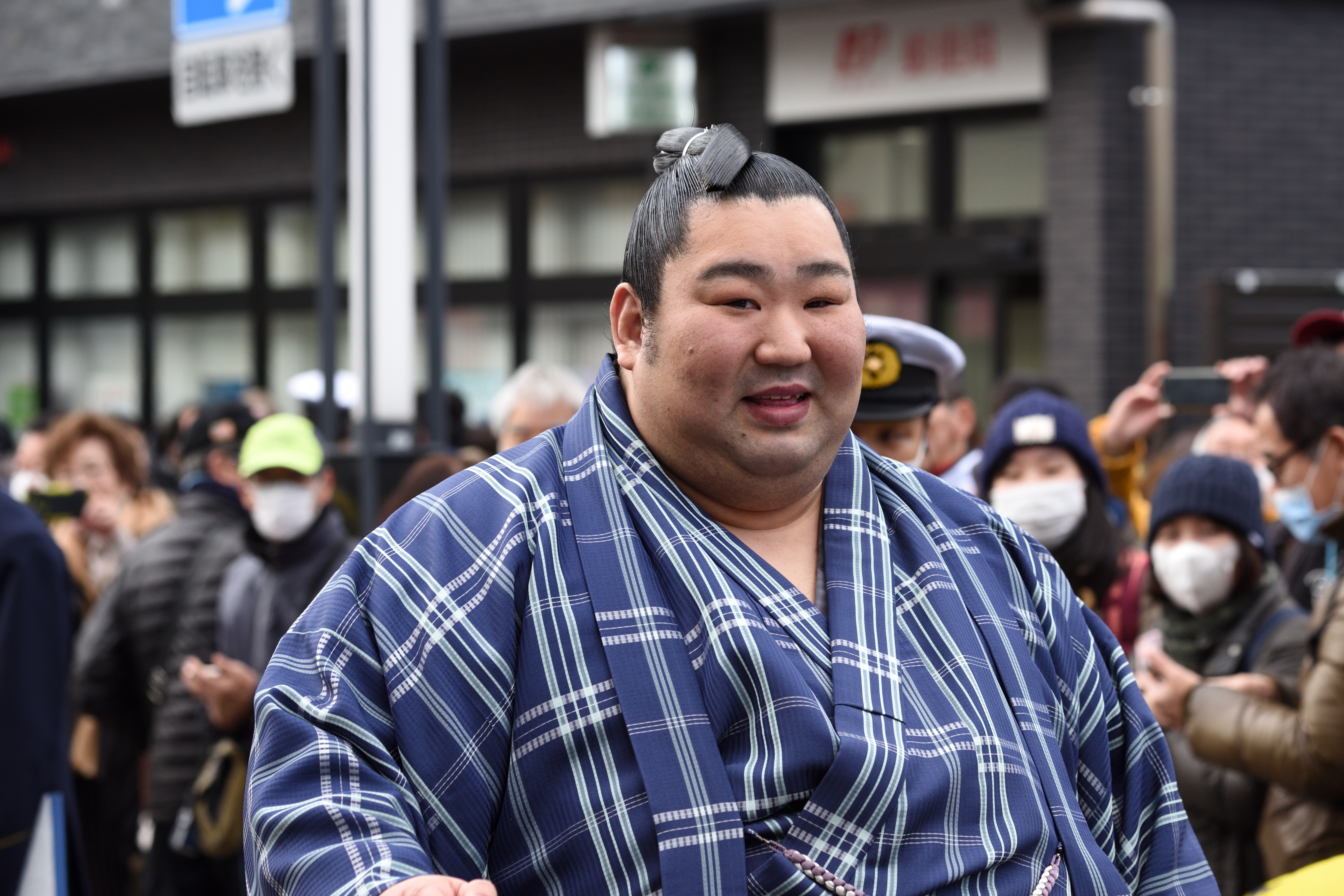
記録づくめの優勝を遂げた德勝龍

両横綱揃い踏みとなった場所だが、西前頭筆頭の遠藤が初日に鶴竜を、2日目に白鵬を破り2日連続の金星。3日目には白鵬が妙義龍に、鶴竜が北勝富士に敗れて1997年の平成9年7月場所（名古屋場所）3日目に貴乃花と曙が金星を与えて以来となる「2横綱同時金星配給」の不名誉な記録。これが尾を引いて、白鵬は4日目から休場、鶴竜も4日目に妙義龍に2日連続となる金星を献上（3連敗）したあと、5日目から休場となり、前年の9月場所（秋場所）以来となる横綱不在となった。
その後の優勝争いは、中日を終えて大関・貴景勝と平幕の正代、さらには再入幕で幕尻の德勝龍が1敗で並ぶが、9日目の直接対決で貴景勝を下した正代と德勝龍が1敗を守り、10日目を終えても2人がトップに並び、1972年の7月場所（名古屋場所）で豊山と高見山が優勝争いして以来48年ぶりとなる平幕同士の優勝争いとなった。正代と德勝龍は13日目まで1敗を守り、14日目に両者が直接対決。突き落としで正代を破った德勝龍が優勝に王手をかけた。
迎えた千秋楽、結びの一番に大関・貴景勝と德勝龍の対戦が組まれ、昭和以降では初めて「千秋楽結びの一番」に幕尻力士が登場することになった。この一番、貴景勝の当たりにひるまず、左を差し、右の上手を取って左四つの体制から寄りきる快勝で、德勝龍が幕尻力士としては平成十二年三月場所（春場所）の貴闘力以来20年ぶり2人目、奈良県出身力士としては、大正十一年春場所の鶴ヶ濱以来98年ぶり、木瀬部屋所属力士としては初となる記録づくめの優勝を成し遂げた。
またこの場所9度目のカド番の中で臨んだ大関・豪栄道が12日目に朝乃山に敗れ8敗目を喫し負け越しが決まり大関陥落が確定。場所後に引退をした。

## 番付・星取表（幕内）
| 成績         | 東       | 番付   | 西       | 成績         |
| ------------ | -------- | ------ | -------- | ------------ |
| 01勝03敗11休 | 白鵬     | 横綱   | 鶴竜     | 01勝04敗10休 |
| 11勝04敗     | 貴景勝   | 大関   | 豪栄道   | 05勝10敗     |
| 10勝05敗     | 朝乃山   | 関脇   | 髙安     | 06勝09敗     |
| 05勝10敗     | 阿炎     | 小結   | 大栄翔   | 07勝08敗     |
| 09勝06敗     | 遠藤     | 前頭1  | 妙義龍   | 05勝10敗     |
| 11勝04敗     | 北勝富士 | 前頭2  | 御嶽海   | 07勝08敗     |
| 05勝10敗     | 玉鷲     | 前頭3  | 琴勇輝   | 全休         |
| 08勝07敗     | 隠岐の海 | 前頭4  | 正代     | 13勝02敗     |
| 01勝07敗7休  | 明生     | 前頭5  | 炎鵬     | 08勝07敗     |
| 07勝08敗     | 宝富士   | 前頭6  | 栃ノ心   | 05勝10敗     |
| 07勝08敗     | 松鳳山   | 前頭7  | 阿武咲   | 09勝06敗     |
| 04勝11敗     | 碧山     | 前頭8  | 竜電     | 10勝05敗     |
| 07勝08敗     | 隆の勝   | 前頭9  | 豊山     | 11勝04敗     |
| 07勝08敗     | 佐田の海 | 前頭10 | 石浦     | 06勝09敗     |
| 07勝08敗     | 千代大龍 | 前頭11 | 輝       | 10勝05敗     |
| 06勝09敗     | 剣翔     | 前頭12 | 千代丸   | 06勝09敗     |
| 07勝08敗     | 琴奨菊   | 前頭13 | 琴恵光   | 02勝13敗     |
| 08勝07敗     | 照強     | 前頭14 | 志摩ノ海 | 06勝09敗     |
| 07勝08敗     | 東龍     | 前頭15 | 勢       | 08勝07敗     |
| 09勝06敗     | 栃煌山   | 前頭16 | 魁聖     | 08勝07敗     |
| 11勝04敗     | 霧馬山   | 前頭17 | 德勝龍   | 14勝01敗     |

## 番付・星取表（十両）
| 成績       | 東     | 番付   | 西       | 成績      |
| ---------- | ------ | ------ | -------- | --------- |
| 0勝0敗15休 | 友風   | 十両1  | 千代翔馬 | 7勝8敗    |
| 8勝7敗     | 琴ノ若 | 十両2  | 英乃海   | 8勝7敗    |
| 7勝8敗     | 大翔丸 | 十両3  | 木﨑海   | 3勝12敗   |
| 11勝4敗    | 錦木   | 十両4  | 水戸龍   | 6勝9敗    |
| 9勝6敗     | 若隆景 | 十両5  | 大翔鵬   | 9勝6敗    |
| 11勝4敗    | 大奄美 | 十両6  | 翔猿     | 9勝6敗    |
| 6勝9敗     | 逸ノ城 | 十両7  | 矢後     | 4勝11敗   |
| 7勝8敗     | 旭大星 | 十両8  | 琴勝峰   | 9勝6敗    |
| 10勝5敗    | 旭秀鵬 | 十両9  | 天空海   | 9勝6敗    |
| 4勝11敗    | 蒼国来 | 十両10 | 貴源治   | 7勝8敗    |
| 4勝11敗    | 豊ノ島 | 十両11 | 彩       | 1勝6敗8休 |
| 7勝8敗     | 朝玉勢 | 十両12 | 美ノ海   | 8勝7敗    |
| 6勝9敗     | 千代鳳 | 十両13 | 照ノ富士 | 13勝2敗   |
| 8勝7敗     | 豊昇龍 | 十両14 | 魁       | 6勝9敗    |

### 注記
1. ↑  千秋楽結びの一番に平幕力士が登場するのも3例目[10]。さらに1つ前の取組に前頭七枚目の阿武咲、2つ前に前頭八枚目の竜電が登場し、これより三役三番全てに平幕力士が登場するのも史上初[11]。